# 프놈펜 국제공항
프놈펜 국제공항(영어: Phnom Penh International Airport, 크메르어: 
អាកាសយានដ្ឋានអន្តរជាតិភ្នំពេញ
IATA: PNH, ICAO: VDPP)은 캄보디아의 수도 프놈펜에 있는 공항이다. 예전 이름은 '포첸통 국제공항'이다.
2023년에 착공될 프놈펜 신공항이 생기면서 신공항으로 옮겨질 예정이다.

## 역사
프놈펜 국제공항의 이전 이름은 포첸통 국제공항(크메르어: អាកាសយានដ្ឋានអន្តរជាតិពោធិ៍ចិនតុង)이었다. 캄보디아 왕립정부(RGC)는 1995년 7월 6일 프랑스-말레이시아 합작 벤처기업 소시에테 디아로포트(SCA)와 포첸통 국제공항 운영을 위한 양허협정을 체결했다. 20년 양보의 대가로, GTM이 70%, 말레이시아의 무히바 마스터론이 30%를 소유한 SCA는 새로운 활주로, 터미널 및 화물 건물, 격납고 등을 건설하기 위해 1억 달러의 개선 프로그램에 착수했다. 버거 그룹(영어: Berger group)은 RGC가 양허 기간 동안 독립적인 엔지니어링 서비스를 제공하고, 설계를 감사하며, 양허 제안된 개선사항의 실용성과 비용에 대해 조언하기 위해 선정했다.

## 운항 노선

### 국제선
| 항공사                | 목적지                                                                                         |
| --------------------- | ---------------------------------------------------------------------------------------------- |
| 란메이 항공           | 광저우, 난닝, 방콕(수완나품), 창사, 쿠알라룸푸르                                               |
| 스카이 앙코르 항공    | 마카오, 방콕(돈므앙), 방콕(수완나품), 상하이(푸둥), 서울(인천), 팔라우                         |
| 캄보디아 항공         | 마카오, 방콕(수완나품), 베이징(다싱), 선전, 싱가포르, 청두(톈푸), 호치민                       |
| 캄보디아 앙코르 항공  | 광저우, 델리, 상하이(푸둥), 씨엠립(앙코르), 싱가포르, 정저우, 하노이, 하이커우, 항저우, 호치민 |
| 대한항공              | 서울(인천)                                                                                     |
| 아시아나항공          | 서울(인천)                                                                                     |
| 중국국제항공          | 베이징(수도)                                                                                   |
| 중국남방항공          | 광저우, 선전                                                                                   |
| 중국동방항공          | 상하이(푸둥), 쿤밍                                                                             |
| 샤먼 항공             | 샤먼                                                                                           |
| 선전 항공             | 선전                                                                                           |
| 캐세이퍼시픽 항공     | 홍콩(첵랍콕)                                                                                   |
| 중화항공              | 타이페이(타오위안)                                                                             |
| 에바 항공             | 타이페이(타오위안)                                                                             |
| 말레이시아 항공       | 쿠알라룸푸르                                                                                   |
| 에어아시아 X          | 쿠알라룸푸르                                                                                   |
| 미얀마 국제항공       | 양곤                                                                                           |
| 베트남 항공           | 하노이, 비엔티안, 호치민                                                                       |
| 싱가포르 항공         | 싱가포르                                                                                       |
| 인도네시아 에어아시아 | 자카르타(수카르노 하타)                                                                        |
| 타이 항공             | 방콕(수완나품)                                                                                 |
| 방콕 항공             | 방콕(수완나품)                                                                                 |
| 타이 비엣젯 항공      | 방콕(수완나품)                                                                                 |
| 타이 에어아시아       | 방콕(돈므앙)                                                                                   |
| 필리핀 항공           | 마닐라                                                                                         |
| 에티하드 항공         | 아부다비 - (2025년 10월 3일 신규취항)                                                          |
| 카타르 항공           | 도하, 호치민                                                                                   |

### 화물 노선
| 항공사                 | 목적지                       |
| ---------------------- | ---------------------------- |
| 캐세이퍼시픽 항공 카고 | 홍콩(첵랍콕), 싱가포르, 페낭 |
| K-마일 에어            | 방콕(수완나품)               |
| 카타르 항공 카고       | 도하, 양곤, 하이데라바드     |

## 도착비자
- 1개월단수 관광비자: $30
- 1개월단수 일반(ordianry)비자: $35
- 준비서류: 입국신고서, 세관신고서1매, 사진1매

## 같이 보기
- 시아누크빌 국제공항